# Pallacanestro Trapani 1995-1996
Questa voce raccoglie le informazioni riguardanti la Pallacanestro Trapani nelle competizioni ufficiali della stagione 1995-1996.

## Verdetti stagionali
Competizioni nazionali
- Serie A2:

stagione regolare: 14º posto su 14 squadre (9-23), retrocessione in B1;
- Coppa Italia:

eliminazione ai Sedicesimi di finale dalla Victoria Libertas Pesaro;

## Stagione
La stagione 1995-1996 della Pallacanestro Trapani sponsorizzata Tonno Auriga, è la 5ª nel secondo campionato italiano di pallacanestro, la Serie A2, classificandosi al 14º posto e retrocedendo in B1.

## Divise di gioco
Il fornitore ufficiale di materiale tecnico per la stagione 1995-1996 è Kronos.
| Casa | Trasferta |

## Organigramma societario
Area dirigenziale
- Presidente: Francesco Todaro
- Vice-presidente: Salvatore Mazzara
- Consigliere: Carlo Maccotta
- Direttore Sportivo: ?

Area tecnica
- Allenatore: Stefano Cardella dal 20/02/1996
 Giovanni Papini fino al 19/02/1996
 Giuseppe Barbara fino al 23/01/1996
- Vice allenatore: Stefano Cardella fino al 20/02/1996
- Preparatore atletico: Giovanni Basciano
- Medico sociale:
- Addetto agli arbitri:
- Responsabile sett. giovanile: Domenico Ciotta

## Roster
| Pallacanestro Trapani 1995-1996 | Pallacanestro Trapani 1995-1996 |
| Giocatori                       | Staff tecnico                   |
| ------------------------------- | ------------------------------- |

| N. | Naz.               | Ruolo | Nome                             | Anno | Alt.   | Peso   |  |
| -- | ------------------ | ----- | -------------------------------- | ---- | ------ | ------ |  |
| 4  | Italia (bandiera)  | P     | Andrea Danelli                   | 1977 | 190 cm |        |  |
| 5  | Italia (bandiera)  | G     | Christian Mayer (dal 17/12/1995) | 1972 | 195 cm | 85 kg  |  |
| 6  | Italia (bandiera)  | G     | Stefano Tosi                     | 1966 | 196 cm |        |  |
| 8  | Italia (bandiera)  | G     | Giovanni Coppo                   | 1966 | 190 cm |        |  |
| 9  | Italia (bandiera)  | G     | Mario Romeo                      | 1974 | 195 cm |        |  |
| 10 | Italia (bandiera)  | P     | Gianluca Ceccarini               | 1968 | 193 cm |        |  |
| 11 | Italia (bandiera)  | AC    | Cristiano Grappasonni            | 1972 | 204 cm | 96 kg  |  |
| 13 | Italia (bandiera)  | C     | Salvatore Alfonso                | 1974 | 205 cm |        |  |
| 14 | Italia (bandiera)  | C     | Gianluca Castaldini              | 1968 | 203 cm |        |  |
| 15 | Croazia (bandiera) | C     | Franjo Arapović (dal 19/11/1995) | 1965 | 215 cm | 120 kg |  |

| Allenatore                                                                                             |
| Stefano Cardella dal 20/02/1996 Giovanni Papini fino al 19/02/1996 Giuseppe Barbara fino al 23/01/1996 |
| Assistente/i                                                                                           |
| Stefano Cardella fino al 19/02/1996 Legenda - (C) Capitano - (IN) Inattivo - Infortunato               |

## Mercato

### Sessione estiva
| Arrivi | Arrivi                | Arrivi           |
| R      | Nome                  | da               |
| ------ | --------------------- | ---------------- |
| P      | Gianluca Ceccarini    | Reyer Venezia    |
| C      | Derrick Chandler      | Mexico Aztecas   |
| C      | Gianluca Castaldini   | Virtus Ragusa    |
| G      | Giovanni Coppo        | Auxilium Torino  |
| AC     | Cristiano Grappasonni | Sebastiani Rieti |

| Partenze | Partenze           | Partenze                  |
| R        | Nome               | a                         |
| -------- | ------------------ | ------------------------- |
| P        | Francesco Mannella | Basket Cefalù             |
| P        | Mario Piazza       | Pall. Trieste             |
| C        | Enrico Favero      | Free agent                |
| AC       | Dario André        | Amatori Ricciardi Taranto |
| G        | Donato Di Monte    | Amatori Ricciardi Taranto |

### Operazioni esterne alla sessione
| Arrivi | Arrivi          | Arrivi      |
| R      | Nome            | da          |
| ------ | --------------- | ----------- |
| AC     | Michele Rallo   | Free agent  |
| C      | Franjo Arapović | Zrinjevac   |
| G      | Christian Mayer | Virtus Roma |

| Partenze | Partenze         | Partenze         |
| R        | Nome             | a                |
| -------- | ---------------- | ---------------- |
| P        | Marco Lokar      | Sebastiani Rieti |
| AC       | Michele Rallo    | Free agent       |
| C        | Derrick Chandler | Besançon         |

## Risultati

### Campionato

#### Girone di andata
| Arbitri: | Sergio Borroni Massimiliano Filippini |

|                 |            |                  |
| Giancarlo Sacco | Allenatori | Giuseppe Barbara |

| Arbitri: | Fabio Vianello Matteo Vianello |

|                  |            |                 |
| Giuseppe Barbara | Allenatori | Fabrizio Frates |

| Arbitri: | Stefano Penserini Roberto Nardecchia |

|                    |            |                  |
| Giordano Consolini | Allenatori | Giuseppe Barbara |

| Padova 1 ottobre 1995 4ª giornata         | Petrarca   | 108 – 71         | Pall. Trapani | Pala Gozzano |
| Filippo Faina Allenatori Giuseppe Barbara |            |                  |               |              |
|                                           |            |                  |               |              |
| Filippo Faina                             | Allenatori | Giuseppe Barbara |               |              |

| Arbitri: | Enrico Sabetta Giuseppe Monizza |

|                  |            |                     |
| Giuseppe Barbara | Allenatori | Stefano Pillastrini |

| Venezia 22 ottobre 1995 6ª giornata           | Reyer Venezia | 86 – 75          | Pall. Trapani | Palasport Taliercio |
| Francesco Vitucci Allenatori Giuseppe Barbara |               |                  |               |                     |
|                                               |               |                  |               |                     |
| Francesco Vitucci                             | Allenatori    | Giuseppe Barbara |               |                     |

| Arbitro: | Luciano Tola |

|                  |            |  |
| Giuseppe Barbara | Allenatori |  |

| Arbitro: | Fabio Facchini |

|              |            |                  |
| Piero Pasini | Allenatori | Giuseppe Barbara |

| Arbitri: | Paolo Taurino Silvio Corrias |

|                  |            |              |
| Giuseppe Barbara | Allenatori | Waldi Medeot |

| Arbitro: | Giampaolo Cicoria |

|                  |            |                   |
| Giuseppe Barbara | Allenatori | Roberto Carmenati |

| Arbitri: | Pietro Pallonetto Massimiliano Filippini |

|                 |            |                  |
| Giampiero Hruby | Allenatori | Giuseppe Barbara |

| Arbitri: | Angelo Tullio Stefano Penserini |

|                  |            |  |
| Giuseppe Barbara | Allenatori |  |

| Arbitro: | Tiziano Zancanella |

|                   |            |                  |
| Stefano Michelini | Allenatori | Giuseppe Barbara |

#### Girone di ritorno
| Arbitro: | Giuseppe Monizza |

|                  |            |                     |
| Giuseppe Barbara | Allenatori | Gianfranco Lombardi |

| Montecatini Terme 30 dicembre 1995 15ª giornata | Montecatini S.C. | 88 – 73          | Pall. Trapani | PalaTerme |
| Fabrizio Frates Allenatori Giuseppe Barbara     |                  |                  |               |           |
|                                                 |                  |                  |               |           |
| Fabrizio Frates                                 | Allenatori       | Giuseppe Barbara |               |           |

| Arbitro: | Marcello Reatto |

|                  |            |                    |
| Giuseppe Barbara | Allenatori | Giordano Consolini |

| Arbitro: | Mauro Pozzana |

|                  |            |               |
| Giuseppe Barbara | Allenatori | Filippo Faina |

| Modena 21 gennaio 1996 18ª giornata             | NB Modena  | 77 – 58          | Pall. Trapani | PalaPanini |
| Stefano Pillastrini Allenatori Giuseppe Barbara |            |                  |               |            |
|                                                 |            |                  |               |            |
| Stefano Pillastrini                             | Allenatori | Giuseppe Barbara |               |            |

| Arbitri: | Sergio Borroni Giuseppe Duva |

|                 |            |                   |
| Giovanni Papini | Allenatori | Francesco Vitucci |

| Faenza 4 febbraio 1996 20ª giornata | A. Costa Imola | 83 – 71         | Pall. Trapani | PalaCattani |
| Allenatori Giovanni Papini          |                |                 |               |             |
|                                     |                |                 |               |             |
|                                     | Allenatori     | Giovanni Papini |               |             |

| Arbitri: | Gianluca Mattioli Roberto Nardecchia |

|                 |            |              |
| Giovanni Papini | Allenatori | Piero Pasini |

| Arbitri: | Tiziano Zancanella Stefano Penserini |

|              |            |                 |
| Waldi Medeot | Allenatori | Giovanni Papini |

| Arbitri: | Pietro Pallonetto Luciano Tola |

|                   |            |                  |
| Roberto Carmenati | Allenatori | Stefano Cardella |

| Arbitro: | Marcello Reatto |

|                  |            |                 |
| Stefano Cardella | Allenatori | Giampiero Hruby |

| Napoli 10 marzo 1996 25ª giornata | Basket Napoli | 74 – 71          | Pall. Trapani | PalaVesuvio |
| Allenatori Stefano Cardella       |               |                  |               |             |
|                                   |               |                  |               |             |
|                                   | Allenatori    | Stefano Cardella |               |             |

| Arbitri: | Mauro Pozzana Giuseppe Duva |

|                  |            |                   |
| Stefano Cardella | Allenatori | Stefano Michelini |

#### Fase ad orologio
| Arbitro: | Fabio Facchini |

|                  |            |                   |
| Stefano Cardella | Allenatori | Francesco Vitucci |

| Arbitri: | Stefano Cazzaro Fabio Vianello |

|                     |            |                  |
| Stefano Pillastrini | Allenatori | Stefano Cardella |

| Arbitro: | Guerrino Cerebuch |

|                  |            |                 |
| Stefano Cardella | Allenatori | Giampiero Hruby |

| Arbitro: | Luciano Tola |

|                   |            |                            |
| Rotondo 19        | Punti      | 17 Ceccarini , Grappasonni |
| Lang 4            | Assist     | 2 Ceccarini                |
| Ziranu 7          | Rimbalzi   | 6 Grappasonni              |
| Stefano Michelini | Allenatori | Stefano Cardella           |

| Arbitri: | Mauro Pozzana Massimiliano Filippini |

|                           |            |                  |
| Mian 25                   | Punti      | 32 Mayer         |
| Fumagalli 4               | Assist     | 9 Ceccarini      |
| Foschini, Milesi, Davis 6 | Rimbalzi   | 9 Arapović       |
| Waldi Medeot              | Allenatori | Stefano Cardella |

| Trapani 18 aprile 1996 6ª giornata | Pall. Trapani | 66 – 98 (35-42)     | Pall. Cantù | Palagranata |
| Mayer 14 Punti 20 Buratti Ceccarini 1 Assist 3 Buratti Arapović 10 Rimbalzi 7 Rossini , Sonego Stefano Cardella Allenatori Gianfranco Lombardi |               |                     |             |             |
| |               |                     |             |             |
| Mayer 14 | Punti         | 20 Buratti          |             |             |
| Ceccarini 1 | Assist        | 3 Buratti           |             |             |
| Arapović 10 | Rimbalzi      | 7 Rossini, Sonego   |             |             |
| Stefano Cardella | Allenatori    | Gianfranco Lombardi |             |             |

### Coppa Italia

#### Sedicesimi di finale
| Trapani 31 agosto 1995 andata                 | Pall. Trapani | 59 – 72           | V.L. Pesaro | Palagranata |
| Giuseppe Barbara Allenatori Valerio Bianchini |               |                   |             |             |
|                                               |               |                   |             |             |
| Giuseppe Barbara                              | Allenatori    | Valerio Bianchini |             |             |

| Pesaro 3 settembre 1995 ritorno               | V.L. Pesaro | 70 – 52          | Pall. Trapani | Hangar |
| Valerio Bianchini Allenatori Giuseppe Barbara |             |                  |               |        |
|                                               |             |                  |               |        |
| Valerio Bianchini                             | Allenatori  | Giuseppe Barbara |               |        |